# Mondovì
|  | No s'ha de confondre amb Mondovi. |

Mondovì és un municipi italià, situat a la regió del Piemont i a la província de Cuneo. L'any 2004 tenia 22.047 habitants.
És típic del municipi el formatge Testun al Barolo.